# Rudolf Hickel
Rudolf Hickel (* 17. Januar 1942 in Nürnberg) ist ein deutscher Wirtschaftswissenschaftler. Er war Hochschullehrer für Finanzwissenschaft an der Universität Bremen, von November 2001 bis Oktober 2009 Direktor des Instituts Arbeit und Wirtschaft (IAW) und Gründungsmitglied der Arbeitsgruppe Alternative Wirtschaftspolitik.

## Biografie
Hickel wurde als Sohn des gleichnamigen Konzertmeisters und dessen Ehefrau Elisabeth Falkenhain geboren. Er wuchs in Wildbad im Schwarzwald auf und machte Abitur am Wirtschaftsgymnasium in Pforzheim. 1962 bis 1967 studierte er Wirtschaftswissenschaften an der Freien Universität Berlin und an der Eberhard Karls Universität Tübingen, wo er Vorsitzender des AStA war. Im Anschluss daran arbeitete er in Tübingen bis 1969 als Assistent am Lehrstuhl für Theorie der Volkswirtschaft. Von 1969 bis 1970 war er wissenschaftlicher Assistent am Fachbereich Wirtschaftswissenschaften an der Universität Konstanz, an deren Aufbau er als Assistenzvertreter engagiert war. 1970 promovierte er zum Dr. rer. pol. mit seiner Arbeit Ein neuer Typ der Akkumulation. Hickel war Stipendiat des Cusanuswerks.
1971 wurde er an der Universität Bremen, an deren Aufbau er aktiv beteiligt war, zum Professor für politische Ökonomie (mit Schwerpunkt öffentliche Finanzen) ernannt. 1973 erhielt er die Professur für Finanzwissenschaften. 1975 wurde er Mitglied der Arbeitsgruppe Alternative Wirtschaftspolitik. In dieser Funktion ist er Mitherausgeber des jeweils am 1. Mai erscheinenden Gegengutachtens zum Sachverständigenrat zur Begutachtung der gesamtwirtschaftlichen Entwicklung (SVR).
1989 wurde er Mitherausgeber der politisch-wissenschaftlichen Monatszeitschriften Leviathan (inzwischen ausgeschieden) und Blätter für deutsche und internationale Politik. 1990 hielt er im Sommersemester Vorlesungen an der Humboldt-Universität zu Berlin („Marktfunktionen und Marktversagen – Grundlagen einer gemischten Wirtschaft“). 1990 veröffentlichte er zusammen mit Heiner Heseler ein Gutachten mit dem Titel Der maritime Sektor im Umbruch: wirtschaftsstrukturelle und beschäftigungspolitische  Vorschläge für Rostock. 1991 erschien sein Buch Preis der Einheit.
1993 erhielt er den Lehrstuhl für Finanzwissenschaft an der Universität Bremen und war Schlichter bei den Metall-Tarifverhandlungen in Sachsen.
Seit dem Frühjahr 1994 ist er Präsident der ZWE; von November 2001 bis September 2009 war er Direktor des Instituts für  Arbeit und Wirtschaft (IAW) der Universität Bremen. Am 6. Februar 2007 beendete er nach über 34 Jahren seine Lehrtätigkeit dort. Seit 2010 ist er Forschungsleiter für "Wirtschaft und Finanzen" an diesem Institut.
In der Tageszeitung Neues Deutschland schrieb er im Wechsel mit Robert Kurz, Christa Luft und Harry Nick eine wirtschaftspolitische Kolumne. Auch in der Frankfurter Rundschau, in junge Welt und taz ist er immer wieder anzutreffen.
2017 wurde Hickel die Senatsmedaille für Kunst und Wissenschaft der Freien Hansestadt Bremen verliehen.

## Aktivitäten außerhalb der Universität
Hickel ist Mitglied im Wissenschaftlichen Beirat der globalisierungskritischen Organisation Attac.

## Wirtschaftspolitische Standpunkte

### Nachfrageorientierung
Hickel vertritt einen nachfrageorientierten Ansatz in der Wirtschaftspolitik und ist ein Vertreter einer postkeynesianischen wirtschaftswissenschaftlichen Position. Hickel befürwortet Mindestlöhne und sagt, Deutschland habe eine „international wettbewerbsstarke Wirtschaft, die wegen ihrer wachsenden Produktivität auch ein hohes Lohnniveau verträgt.“ Die Agenda 2010 habe den Aufschwung von 2005 bis 2007 „eher belastet“, sie habe Druck auf die Löhne ausgeübt und sei damit zu Lasten der Arbeit und des Konsums gegangen. Nach Hickel schade Lohnzurückhaltung der Binnennachfrage, ein Lohnsenkungswettbewerb würde Deutschland ökonomisch sogar sehr schaden. Es käme viel eher auf Innovationen an, um im globalen Wettbewerb bestehen zu können. Darüber hinaus begünstige eine angebotsorientierte Wirtschaftspolitik einen „Kasino-Kapitalismus“, der die Schaffung von Arbeitsplätzen in Deutschland behindere.

### Kritik seitens der Angebotspolitik
Seine Auffassungen werden insbesondere von angebotsorientierten Wirtschaftswissenschaftlern verworfen. Hickels Forderung nach einer Arbeitszeitverkürzung bei vollem Lohnausgleich wurde z. B. vom wirtschaftsliberalen Ökonomen Hans-Werner Sinn scharf angegriffen. Er spricht sich gegen Hickels These aus, Deutschlands hohe Arbeitslosigkeit sei auch ein konjunkturelles Problem, das etwa durch öffentliche Ausgabenprogramme zu lösen sei.

## Publikationen
- Schuldenbremse oder "goldene Regel"? – Verantwortungsvolle Politik für die sozial-ökologische Zeitenwende, VSA: Verlag, Hamburg 2024, ISBN 978-3-96488-226-4
- gemeinsam mit Axel Troost und Norbert Reuter (Hrsg.): Soziale Kipppunkte, bedrohte Existenzen, wachsende Armut. Alternativen zu Geldentwertung und Kaufkraftverlusten, VSA Verlag, Hamburg 2023, ISBN 978-3-96488-175-5.
- Gewinn ist nicht genug! 21 Mythen über die Wirtschaft, die uns teuer zu stehen kommen (zusammen mit Johann-Günther König, Hermannus Pfeiffer). Rowohlt Hamburg 2021, ISBN 978-3-499-00533-6.
- Zerschlagt die Banken. Zivilisiert die Finanzmärkte. Econ 2012, ISBN 978-3-430-20141-4.
- Kassensturz. Sieben Gründe für eine andere Wirtschaftspolitik. Hamburg 2006 (Buchbesprechung im Deutschlandfunk).
- Sozialstaat im Abbruch. Die neoliberale Offensive. Kritik und Alternativen. Hamburg 2004, ISBN 3-89458-227-8.
- Die Risikospirale. Was bleibt von der New Economy? Eichborn-Verlag 2001, ISBN 3-8218-3903-1.
- Brauchen wir eine andere Wirtschaft? Rowohlt, Reinbek 2001, ISBN 3-499-23045-3.
- Politik des Kapitals, heute (mit Klaus Peter Kisker, Harald Mattfeldt). VSA-Verlag, 2000, ISBN 3-87975-777-1 (in Anlehnung an Jörg Huffschmid: Die Politik des Kapitals von 1969).
- Standortwahn und Euro-Angst. Die sieben Irrtümer der deutschen Wirtschaftspolitik. Reinbek 1998, ISBN 3-499-22237-X.
- Preis der Einheit. Bilanz und Perspektiven der deutschen Einigung (zus. mit Jan Priewe). Frankfurt am Main 1994 (wurde insbesondere ins Koreanische übersetzt).
- Millionen Arbeitslose (zus. mit Harald Mattfeldt). Rowohlt TB-V., Reinbek 1986, ISBN 3-499-15338-6.
- Die Finanzkrise des Steuerstaates – Beiträge zur politischen Ökonomie der Staatsfinanzen. (Rudolf Goldscheid, Joseph Schumpeter, Hrsg. Rudolf Hickel), edition Suhrkamp 1976.
- Tarifliche Lohnpolitik unter Nutzung der Härtefallregelung (zus. mit W. Kurtzke). Köln 1967.
- Gesamtwirtschaftliche Kosten eines Kriegs gegen den Irak, 5. August 2003

## Festschriften
- Heiner Heseler, Jörg Huffschmid, Norbert Reuter, Axel Troost: Gegen die Markt-Orthodoxie. Perspektiven einer demokratischen und solidarischen Wirtschaft. Festschrift zum 60. Geburtstag von Rudolf Hickel, Hamburg 2002, ISBN 3-87975-844-1.
- Axel Troost, Mechthild Schrooten, Heinz-J. Bontrup, Carsten Sieling: (Hrsg.): Alternative Wirtschaftspolitik. Wissenschaft – Beratung – Publizistik. Rudolf Hickel zum 80. Geburtstag, Hamburg 2022, ISBN 978-3-96488-136-6.